# Svartstrupig smygtimalia
Svartstrupig smygtimalia (Turdinus atrigularis) är en fågel i familjen marktimalior inom ordningen tättingar.

## Utseende
Svartstrupig smygtimalia är en rätt stor (18 cm) och mörk timalia med tydlig ansiktsteckning: svart på ansikte, strupe och bröst, ljusbeige på tygel och i ett mustaschstreck samt beigebrun hjässa med smala svarta fjäll. Vidare är den varmt beigeockra ovan med kraftiga svarta strimmor, dock rostfärgad på övre stjärttäckarna och mörkbrun på övre delen av vingen och stjärten. Undertill är den ljusbeige från mitten av bröstet till buken täckt av svarta fjäll, mot nedre delen av buken övergående i otecknat beige och på bakre flanker och undergump bjärt rostrött.

## Utbredning och systematik
Fågeln förekommer fläckvis i skogar på Borneo. Den behandlas som monotypisk, det vill säga att den inte delas in i några underarter.

### Släktestillhörighet
Svartstrupig smygtimalia har tidigare placerats i släktet Napothera. Genetiska studier har dock visat att arterna i släktet inte alls står varandra närmast. Medlemmarna har därför brutits ut till andra släkten, där svartstrupiga smygtimalians förmodade nära släkting blåbrynad smygtimalia lyfts ut till Turdinus. Svartstrupig smygtimalia har än så länge inte testats genetiskt, men förs numera tentativt till Turdinus i väntan på studier.

## Levnadssätt
Arten hittas i ursprunglig låglänt städsegrön skog, men även i äldre uppväxande ungskog och bergskog. Den ses generellt upp till 500 meters höjd, men fynd har gjorts upp till 1220 meter. Fågeln ses vanligen i grupper om upp till sju fåglar födosökande nära marken, förmodligen efter ryggradslösa djur. 

### Häckning
Fågeln häckar december–maj i Sabah. Ett bo som tros tillhöra denna art var en stor skål av döda löv som placerats lågt i ingefärsstånd. Däri låg två ungar. 

## Status
Svartstrupig smygtimalia tros minska relativt kraftigt i antal på grund av habitatförstörelse. Internationella naturvårdsunionen IUCN listar därför arten som nära hotad.